# 김사행
김사행(金師幸, ? ~ 1398년)은 원나라, 고려, 조선의 환관이다.
제1차 왕자의 난 때 이방석의 편에 섰다는 이유로 이방원한테 살해당하여 삼군부의 문에 효수되었다.

## 김행사가 등장하는 작품
- 《개국》(KBS, 1983년~1983년 배우:정해창)